# Château de Reichstädt
Le château de Reichstädt (Schloß Reichstädt) est un château allemand situé dans le village de Reichstädt qui fait partie de la commune de Dippoldiswalde à environ vingt kilomètres de Dresde (Saxe).

## Historique

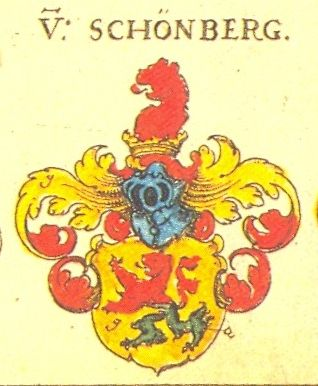
Armoiries de la famille von Schönberg

Le château se trouve dans un domaine constitué au XIIIe siècle dont un seigneur est cité en 1336. Les terres sont acquises en 1503 par Sigismund von Maltitz et son descendant Heinrich von Maltitz fait construire un Wasserschloss (château entouré d'eau) Renaissance  à un étage en 1535. Il fait construire un bâtiment côté est, avec une tour, toujours visibles actuellement.
Reichstädt revient possession de l'Électeur de Saxe Auguste Ier qui s'en sert comme château de chasse. Il est en partie détruit pendant la guerre de Trente Ans par les troupes du général de Volk qui se battaient pour le compte du Danemark. Le baron Heinrich von Taube, maréchal de la cour et gouverneur, qui avait reçu Reichstädt de l'Électeur Jean-Georges Ier de Saxe en reconnaissance de ses services, le fait reconstruire en 1639. Il est vendu à la famille Nostitz en 1682. Charlotte Christiane von Nostitz épouse Caspar Abraham von Schönberg (1680-1763) et dès lors le château et son domaine sont la propriété de cette famille jusqu'à son expulsion en 1945. Elle le récupère en 1998.
Le maître général des postes Adam Rudolph von Schönberg (1712-1795) reconstruit le château en style baroque entre 1765 et 1776 qui se compose d'un ensemble de quatre corps de bâtiment. Les douves à l'ouest sont comblées et un passage relie le château au parc. L'intérieur est décoré en rococo. On remarque un buste de bronze du propriétaire dans la cour d'honneur. Celui-ci partageait son temps entre Reichstädt et son château de Purschenstein.
Carl Hugo von Schönberg (1833-1890) fait aménager la plus grande partie du parc en jardin anglais. C'est lui qui fait ériger le buste de son ancêtre Adam Rudolph en 1858. Le château sert de réserve des œuvres des musées évacués pendant la Seconde Guerre mondiale. Il est endommagé en mai 1945 par les troupes soviétiques et ses derniers propriétaires, Hans et Margarete von Schönberg, sont expropriés en octobre suivant. Le château successivement d'école, de maison de pionniers et de logements. Ilse von Schönberg le récupère en 1998et commence les travaux de restauration qui se poursuivent toujours. Une partie du château est ouverte aux visites et certains de ses salons peuvent se louer.

## Galerie

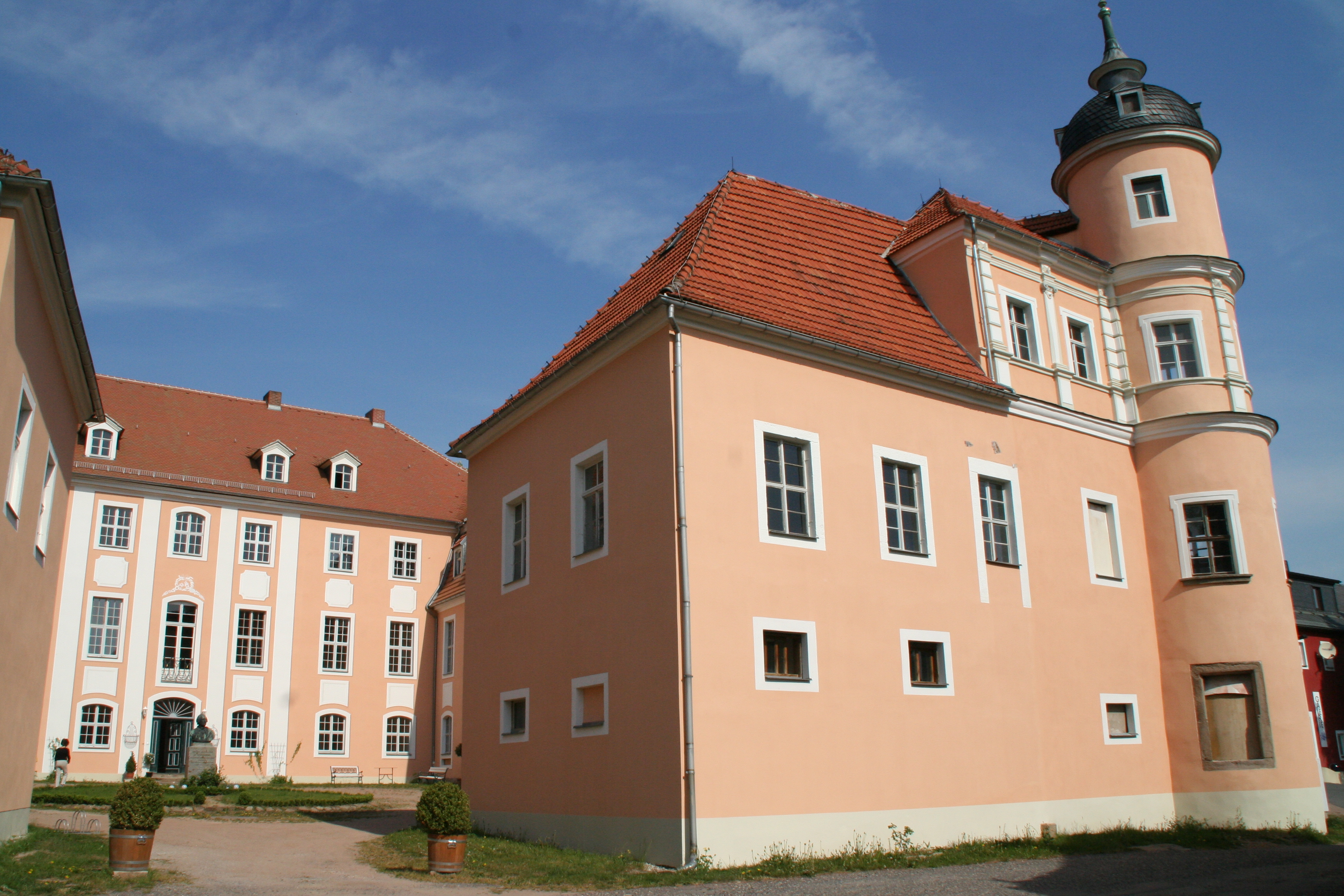
Cour d'honneur avec le corps de bâtiment Renaissance à droite
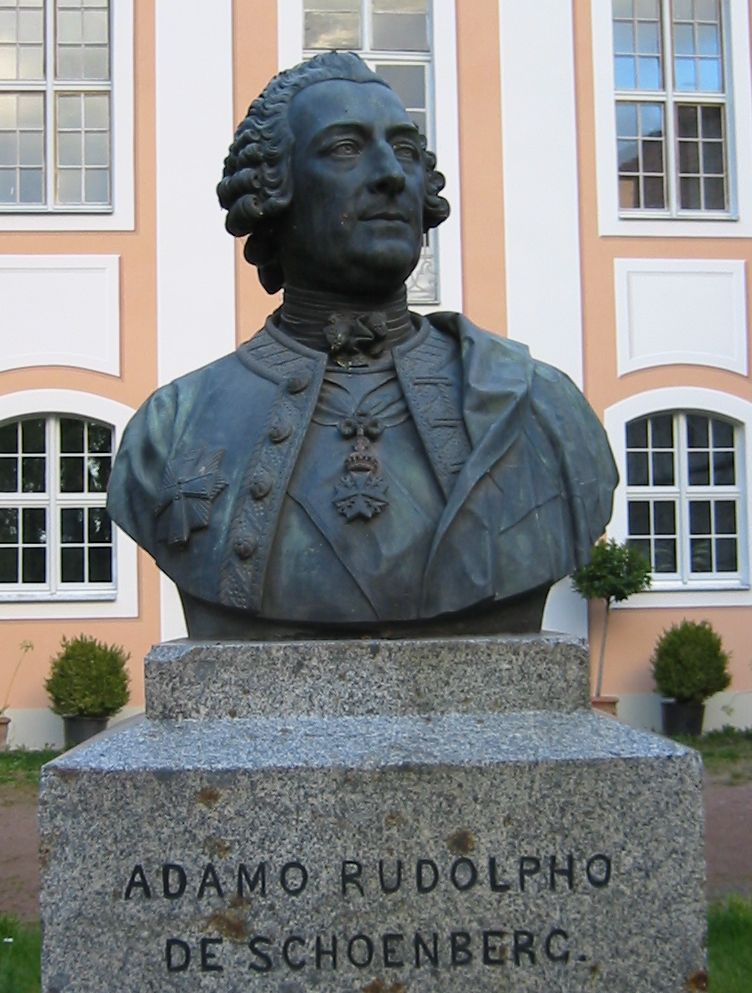
Buste d'Adam Rudolph von Schönberg dans la cour d'honneur

## Source
- (de) Cet article est partiellement ou en totalité issu de l’article de Wikipédia en allemand intitulé « Schloss Reichstädt » (voir la liste des auteurs).